# Egon Grüning
Egon Grüning (* 30. September 1931; † 15. Oktober 2017 in Berlin) war ein deutscher Polizeioffizier. Er war der letzte Chef des Stabes der Deutschen Volkspolizei (VP) der DDR.

## Leben
Grüning schloss sich der SED an und wurde am 19. Mai 1950 Angehöriger der Deutschen Volkspolizei. Am 7. Oktober 1974 wurde er zum Oberst der VP befördert. Ab 1. Juli 1980 war er Leiter für operative Planung im Stab des Ministeriums des Innern der DDR (MdI). Im Juni 1985 wurde er vom Vorsitzenden des Nationalen Verteidigungsrates der DDR, Erich Honecker, zum Generalmajor und als Nachfolger von Friedhelm Rausch zum 1. Stellvertreter des Chefs des Stabes des MdI ernannt. Seine Beförderung zum Generalleutnant erfolgte am 21. Juni 1989.
Grüning war in die Erarbeitung des Reisegesetz-Entwurfs einbezogen, hatte den Entwurf am 9. November 1989 geprüft und unterschrieben und an seinen Vorgesetzten Generaloberst Karl-Heinz Wagner weitergeleitet. Die neue Reiseregelung sollte erst am 10. November 1989 veröffentlicht werden. Die Pressekonferenz von Günter Schabowski am Abend des 9. November 1989, auf der er die neue Reise-Regelung verkündete und auf eine Reporterfrage antwortete, dass dies „ab sofort, unverzüglich“ in Kraft trete, löste noch am selben Abend einen Massenansturm von DDR-Bürgern auf die Grenze nach West-Berlin aus, was zur ungeplanten Öffnung der Mauer führte.
Grüning gehörte der am 18. Dezember 1989 gebildeten Regierungskommission für die Vorbereitung und Durchführung der Verwaltungsreform in der DDR unter Peter Moreth an.
Am 1. Januar 1990 löste er Karl-Heinz Wagner als Stellvertreter des Ministers und Chef des Stabes des Ministeriums für Innere Angelegenheiten ab. Nach dem Regierungswechsel wurde er mit Wirkung vom 18. April 1990 von seiner Funktion als stellvertretender Minister entbunden, blieb aber – ab dem 1. Mai 1990 als Generalinspekteur – bis zum 2. Oktober 1990 im Ministerium. Unter anderem war er für das Spezialeinsatzkommando (SEK) der DDR zuständig, das damals aus etwa 140 Personen bestand, überwiegend aus ehemaligen MfS-Mitarbeitern.
Egon Grüning starb am 15. Oktober 2017 in Berlin.

## Auszeichnung
- 1979 Ehrentitel „Verdienter Volkspolizist der Deutschen Demokratischen Republik“
- 1982 Vaterländischer Verdienstorden in Bronze
- 1984 Scharnhorst-Orden